# ماساهيرو كوغا
ماساهيرو كوغا (باليابانية: 古賀 正紘) (8 سبتمبر 1978 في فوكوكا في اليابان – )؛ هو لاعب كرة قدم ياباني سابق كان يلعب كمدافع.

## وصلات خارجية
- ماساهيرو كوغا على موقع الاتحاد الدولي (مؤرشف)  (الإنجليزية)
- ماساهيرو كوغا على موقع رابطة كرة القدم اليابانية للمحترفين (اليابانية)
- ماساهيرو كوغا على موقع قاعدة بيانات كرة القدم.إي يو (الإنجليزية)
- ماساهيرو كوغا على موقع Soccerway.com (الإنجليزية)
- ماساهيرو كوغا على موقع عالم كرة القدم.نت (الإنجليزية)